# Tour de Méré

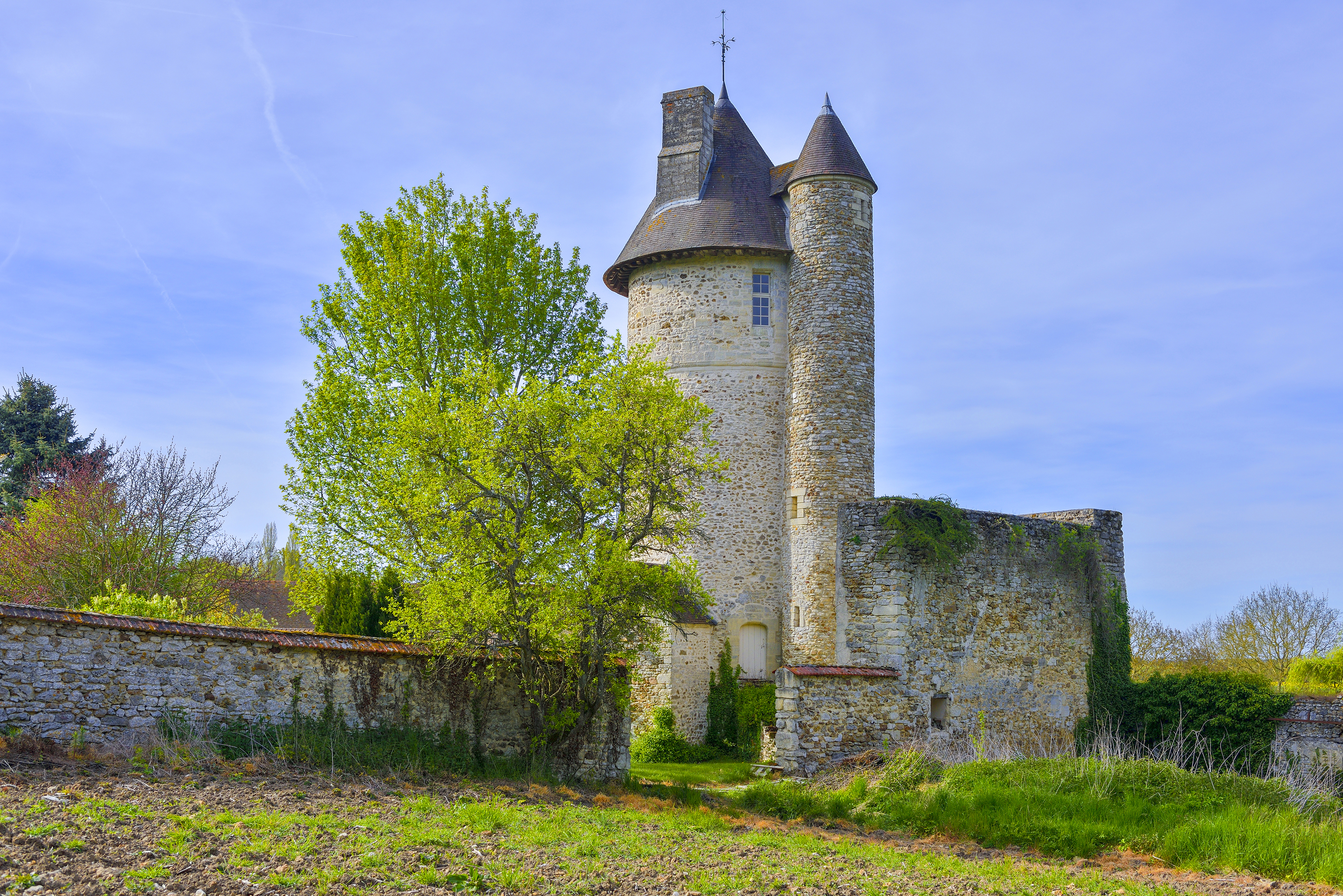
Tour de Méré

Die Tour de Méré in Chaussy, einer französischen Gemeinde im Département Val-d’Oise in der Region Île-de-France, wurde im 15. Jahrhundert errichtet. Der Wehrturm gehört zu einem Bauernhof der ehemaligen Domaine du manoir de Méré, die bei einem Brand im Jahr 1822 zerstört wurde.
Der Rundturm steht seit 1927 als Monument historique auf der Liste der Baudenkmäler in Frankreich.
Die Mauern des Turms sind 90 bis 95 cm stark, im Innern ist die Treppe erhalten. Die Kurtine ist ebenfalls noch vorhanden.